# Corn Bread (utwór instrumentalny)
Corn Bread – utwór instrumentalny z 1948 roku, który został nagrany przez Hal Singer Sextette. Kompozycja została wydana na singlu (przez wytwórnię Savoy).
W 1948 roku singiel z kompozycją „Corn Bread” w wykonaniu Hal Singer Sextette dotarł do 1. miejsca amerykańskiej listy przebojów R&B (wówczas pod nazwą Race Records); na szczycie zestawienia wydawnictwo pozostawało przez cztery tygodnie, a pełny pobyt singla na liście trwał 22 tygodnie.
Po komercyjnym sukcesie „Corn Bread” Singer zaczął nosić pseudonim „Cornbread” (zaczerpnięty od tytułu tego utworu).